# Mimegralla contingens
Mimegralla contingens är en tvåvingeart som först beskrevs av Walker 1864.  Mimegralla contingens ingår i släktet Mimegralla och familjen skridflugor. Inga underarter finns listade i Catalogue of Life.